# A6M Zero

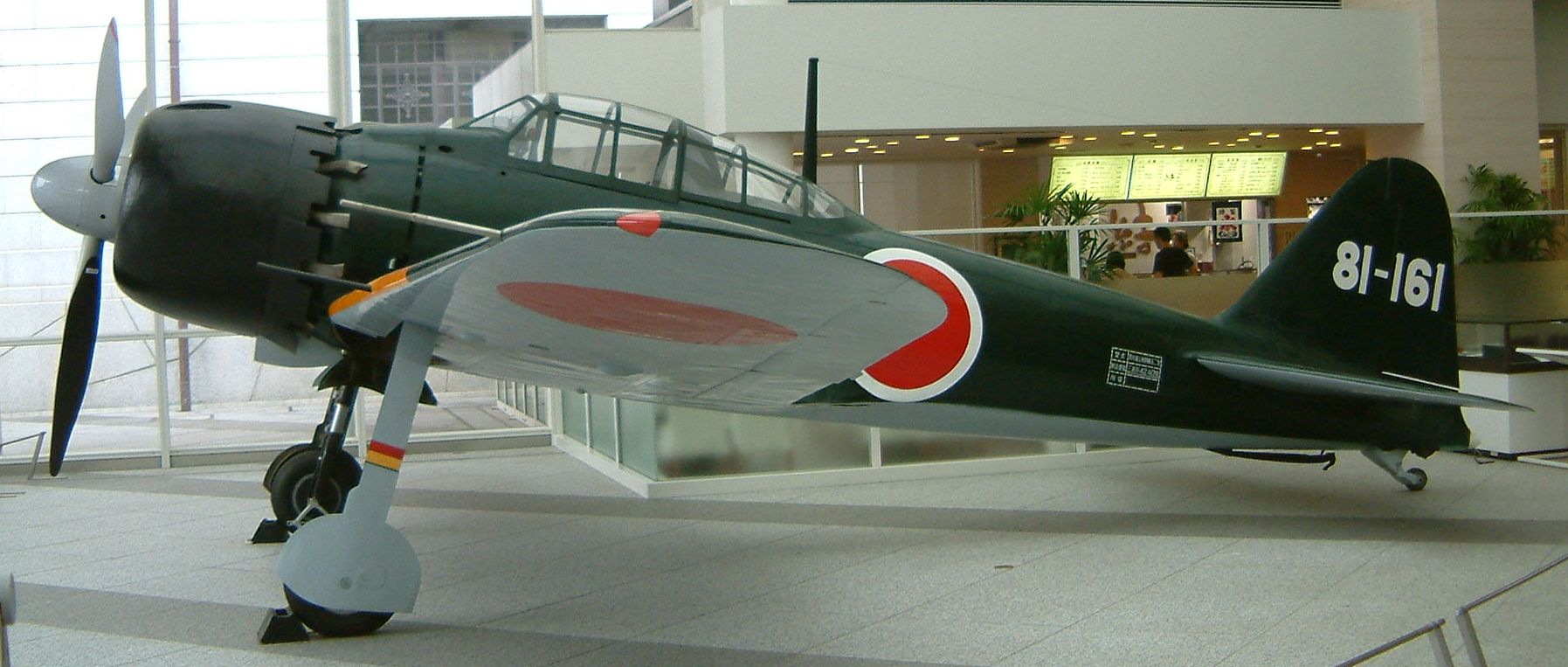
A6M Zero a Jaszukuni-szentély múzeumában kiállítva

Az A6M (japánul: 零式艦上戦闘機, れい しき かんじょう せんとうき, átírva rei siki kandzsó szentóki, azaz „nulla típusú elfogó vadászrepülőgép”) nagy hatósugarú japán vadászrepülőgép volt a második világháborúban, melyet a Japán Birodalmi Haditengerészet megbízásából fejlesztettek ki flottalégvédelmi feladatokra. A flotta 1940-ben rendszeresítette, ezért a nevét a japán időszámítás szerinti 2600. év, utolsó két számjegyéről kapta. Ebben az időben a csendes-óceáni térség inváziója alatt mind sebességben, mind manőverezőképességben felülmúlta a legtöbb, térségben rendszeresített brit, francia és amerikai vadászrepülőgépet. A kiválóan kiképzett japán pilóták jelentős sikereket értek el az 1942-es év második feléig, légigyőzelmi arányuk 12:1 körül volt. A japán repülőgép-hordozókról és szárazföldi légi támaszpontokról bevetett repülőgépek hatósugarukon belül hathatós légi fedezetet adtak a japán fegyveres erőknek.
A háború előrehaladtával azonban előjöttek gyengeségei: a kis méretű csillagmotor elégtelen teljesítménye miatt a sárkány páncélozása és nagyobb űrméretű fegyverek alkalmazása nem volt megoldható, az öntömítő üzemanyagtartályokkal nem rendelkező gépeket egy ellenséges sorozat rendszerint fáklyává változtatta, míg a szövetséges típusok általában a több, kis űrméretű találatot követően is haza tudtak érni. A guadalcanali hadjárat alatt a korábban a „Repülő tigrisek” által kidolgozott légiharc-eljárásokat továbbfejlesztve az amerikai pilóták F4F Wildcat típusaikkal egyenrangú ellenféllé váltak. Az F6F Hellcat, F4U Corsair, Spitfire és Seafire típusok elterjedésével végül a Zero elavulttá vált, váltótípusai csak kis darabszámban tudtak megépülni, tényleges leváltása a háború végéig megoldatlan maradt. A háború utolsó évében főként mint kamikaze, öngyilkos repülésekre alkalmazták. A japán repülőgépgyártás legnagyobb darabszámban gyártott repülőgépe lett.
A szövetséges pilóták csak Zero-nak becézték, hivatalos szövetséges kódneve Zeke, az A6M3-nak Hamp, illetve az úszótalpakkal felszerelt A6M2–N-nek Rufe.

## Története

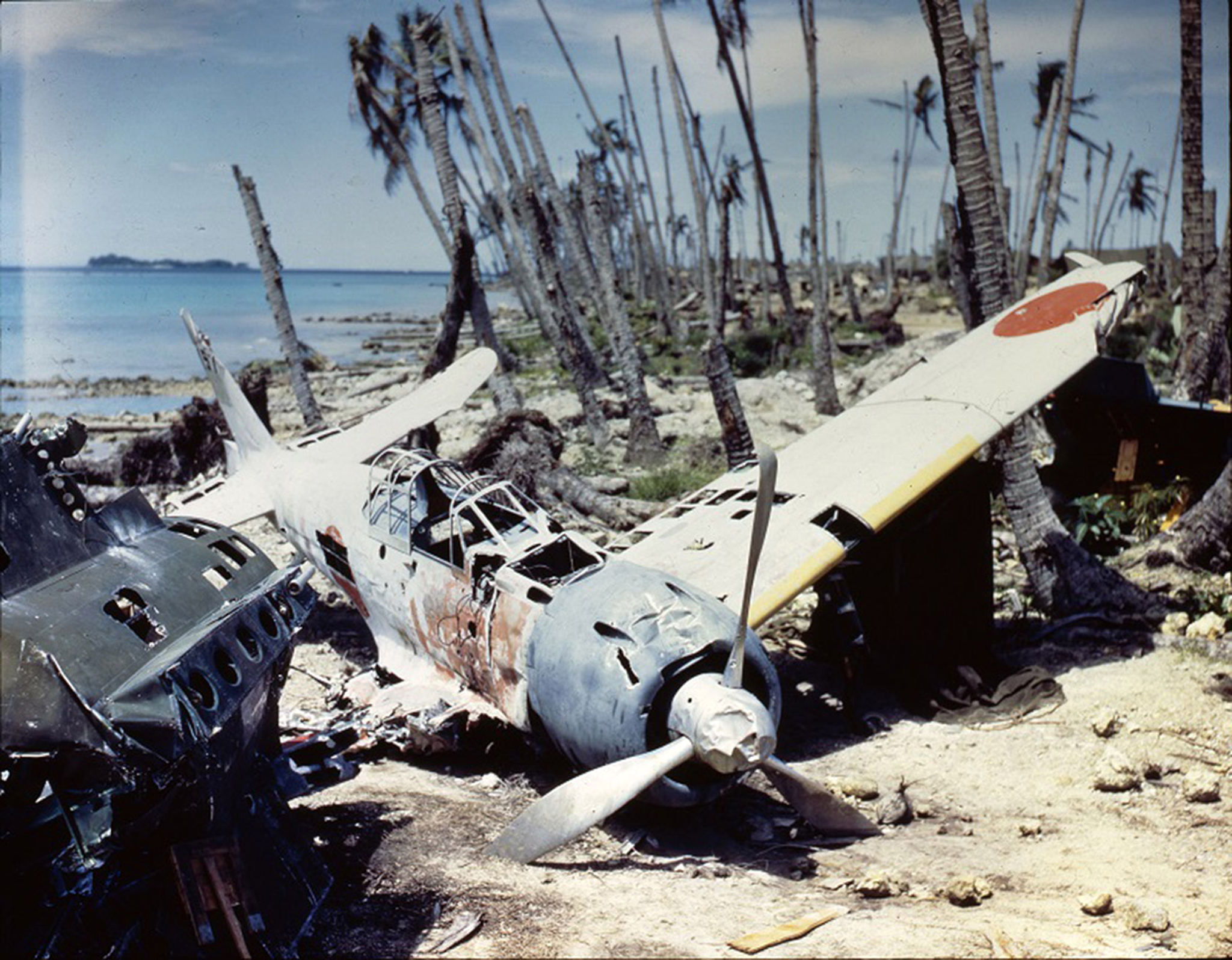
Egy Mitsubishi A6M3 Zero roncsa a Salamon-szigeteken fekvő Munda repülőtéren 1943-ban

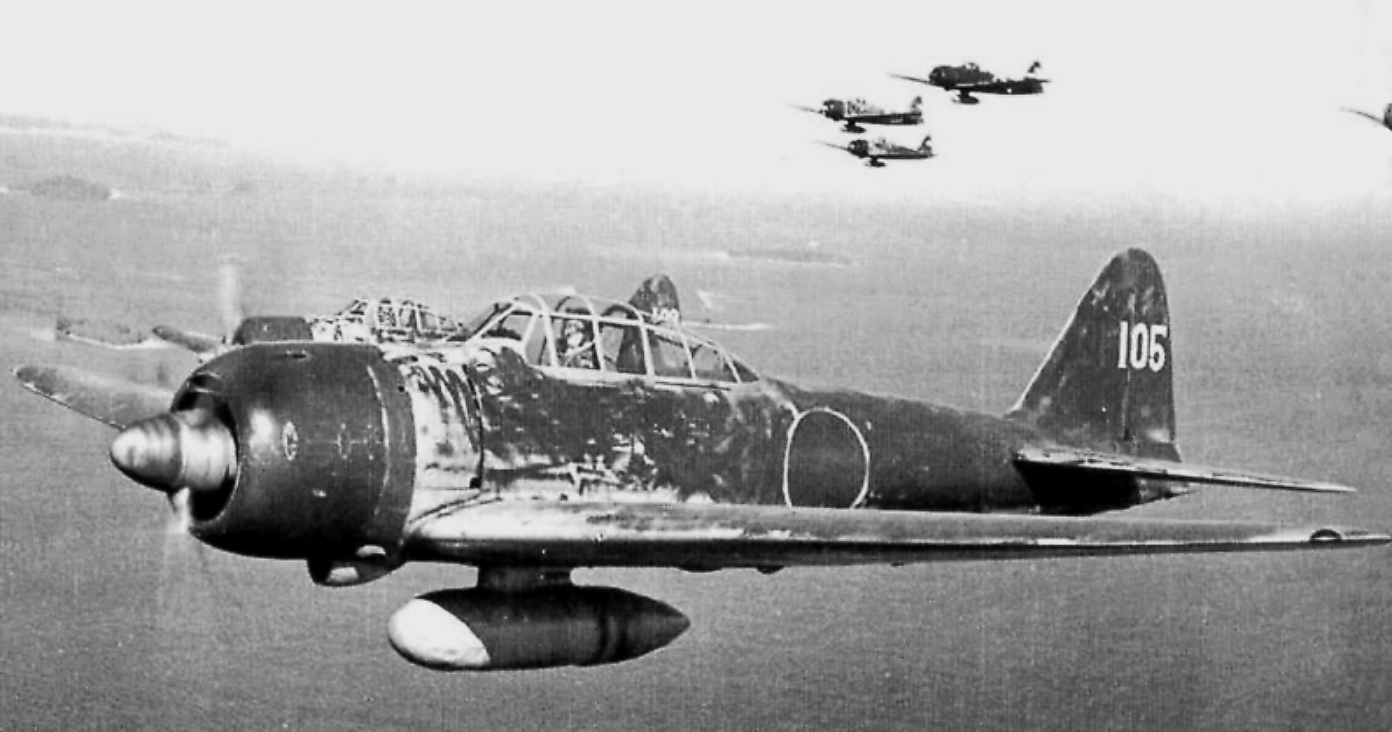
Hiroyoshi Nishizawa ász pilóta A6M3 Model 22 gépe a Salamon-szigetek felett 1943-ban

Az 1930-as évek második felében a japán repülőgép-hordozók általános rendeltetésű vadászrepülőgépe az alsószárnyas, merev futóművel felszerelt, nyitott pilótafülkés Mitsubishi A5M Claude volt. Ez a gép kortársaihoz képest modernnek, gyorsnak számított, hiszen 1936-ban az Amerikai Haditengerészet éppen átvette első F3F–1 típusú behúzható futóműves kétfedelű gépeit, a brit Royal Fleet Air Arm pedig a Hawker Nimrodokat rendszeresítette. Az A5M azonban messze nem volt tökéletes, egyéves szolgálata alatt már a váltótípusának pályázatait készítették elő és írták ki. 1937 májusában kiadott tervezetet elküldték a Mitsubishihez és a Nakajimához egyaránt, ahol a pontos kiírásig elkészítették prototípusaikat.

### A követelmények
A Nakajima és a Mitsubishi tervezőmérnökei és a haditengerészeti légierő képviselői 1938 januárjában egy konferencián találkoztak Jokoszukában, hogy a korszerű vadászgépekkel kapcsolatos kérdéseket megbeszéljék. A haditengerészet ismertette a kínai hadszíntér harci tapasztalatait, majd kifejtette elvárásait. A követelmények között elsőként jelölték meg a manőverezőképességet mint egy korszerű vadászgép legfontosabb tulajdonságát. Más vélemények ezzel szemben lényegesebbnek tekintették a nagy hatótávolságot. Ez éppen ellentmondott a Kínában tapasztaltaknak, hiszen ott a japán bombázók vadászkíséret nélkül repültek. Szóba került a fegyverzet is, vagyis két 20 mm-es gépágyú beépítése, mert a pilóták egyhangúlag azon a véleményen voltak, hogy a géppuskákkal vívott harc nem eléggé hatásos. A Nakajima cég mérnökei az elvárásokat teljesíthetetlennek ítélték, ezért 1938 januárjában kiszálltak a versenyből, s így a teljes munkát a Mitsubishi kapta meg.
A Zerót a Mitsubishi cég főmérnöke, Horikosi Dzsiró tervezte, aki a szinte teljesíthetetlen elvárások jelentette problémát a repülőgép tömegében látta, ennélfogva törekedett rá, hogy megfelelő szerkezeti megoldások és anyagok alkalmazásával tegye minél könnyebbé a típust. A törzs és a szárnyak borítására könnyű, ám szilárd alumíniumlemezeket használt, a szárnyakat újszerű tartóelemek segítségével rögzítette, és a futóműtől kezdve egészen a kabin műszerezettségéig ragaszkodott a felesleges alkatrészek elhagyásához (még a pilótát védő páncéllemezt is kihagyta a géptörzsből). Horikosi hosszasan kutakodott a leginkább megfelelő anyag után, majd választása a T–7178-ra, egy különleges alumíniumötvözetre esett, amelynek kiemelkedő szilárdsága csekély tömeggel párosult.
A különleges szerkezetnek, egyes részegységek elhagyásának és az alkalmazott anyagoknak köszönhetően sikerült a prototípus tömegét minimálisra csökkenteni, ezért fegyverzet terén nem volt szükséges kompromisszumos megoldásokat alkalmazni. A Zero 2 db légcsavarkörön át tüzelő, Typ 97 típusú 7,7 mm-es géppuskával volt felszerelve (500 lövés csövenként), elsődleges fegyverzetét pedig a szárnyakba épített Typ 99-es 20 mm-es gépágyúk adták (60 lövés csövenként). A megfelelő sebesség elérése érdekében nagy teljesítményű motort kellett alkalmazni, ám a könnyű szerkezet miatt alaposan meg kellett válogatni a felhasznált szerkezeti elemeket. Így végül a 14 hengeres, 925 LE-s Nakajima NK1C Sakae 12-es csillagmotorra esett a választás, amely egy háromtollú állandó fordulatszámú légcsavart forgatott. Az előírt hatósugár teljesítése végett a repülőgépet alkalmassá tették a tüzelőanyag-póttartály hordozására, amely 3100 km-re tolta ki a Zero hatótávolságát.

## Típusváltozatok
A6M-1
Motor: Mitsubishi MK2 Zuisei 13, 14 hengeres csillag, teljesítménye 780 LE

Max. seb. 513 km/h 3600 m magasan

Fegyverzet: 2x7,7 mm-es géppuska, 2x20 mm-es gépágyú, 2x30 kg vagy 2x60 kg bomba
A6M-2, Modell 21 (Pearl Harbor megtámadásának idején volt rendszeresítve kb. 400 példányban.)
Motor:Nakajima NK1C Sakae 12, 14 hengeres csillag 940 LE teljesítménnyel.

Max. seb. 533 km/h 4550 m magasan

Fegyverzet: 2x7,7 mm-es géppuska, 2x20 mm-es gépágyú, 2x30 kg vagy 2x60 kg bomba
A6M-2N-11 és 21 Úszótalpas változat,
Motor:Nakajima NK1C Sakae 12, 14 hengeres csillag 940 LE teljesítménnyel.

Max. seb. 435 km/h 5000 m magasan

Fegyverzet: 2x7,7 mm-es géppuska, 2x20 mm-es gépágyú, 2x30 kg vagy 2x60 kg bomba
A6M-3 Modell 22, az utolsó 12,00 m-es fesztávval épített változat.
Motor: Nakajima NK1F Sakae 21, 14 hengeres csillag, teljesítménye 1130 LE

Max. seb. 537 km/h 6000 m magasan

Fegyverzet: 2x7,7 mm-es géppuska, 2x20 mm-es gépágyú, 2x30 kg vagy 2x60 kg bomba,
A6M-3 Modell 32, az első 11,00 m-es fesztávval épített változat.
Motor: Nakajima NK1F Sakae 21, 14 hengeres csillag, teljesítménye 1130 LE

Max. seb. 542 km/h 6000 m magasan

Fegyverzet: 2x7,7 mm-es géppuska, 2x20 mm-es gépágyú, 2x30 kg vagy 2x60 kg bomba
A6M-5 Modell 52,
Motor:Nakajima NK1F Sakae 21, 14 hengeres csillag, teljesítménye 1130 LE

Max. seb: 565 km/h 6000 m magasan

Fegyverzet: 2x7,7 mm-es géppuska, 2x20 mm-es gépágyú, 2x30 kg vagy 2x60 kg bomba
A6M-5c Modell 52c,
Motor:Nakajima NK1F Sakae 21, 14 hengeres csillag, teljesítménye 1130 LE

Max. seb: 565 km/h 6000 m magasan

Fegyverzet: 3x13,2 mm-es géppuska, 2x20 mm-es gépágyú, 4x30 kg nem irányítható rakéta, bomba 0 kg
A6M-6c Modell 53c,
Motor: Nakajima NK1P Sakae 31A, 14 hengeres csillag, teljesítménye 1130 LE, metanol
 befecskendezéssel 1210 LE

Max. seb:542 km/h 6400 m magasan

Fegyverzet: 3x13,2 mm-es géppuska, 2x20 mm-es gépágyú, 2x60 kg vagy 1x250 kg vagy 1x500 kg bomba, 4x30 kg nem irányítható rakéta
A6M-8
Motor: Mitsubishi MK8P Kinsei 62, 14 hengeres csillag, teljesítménye 1560 LE

Max. seb:573 km/h 6000 m magasan

Fegyverzet: 2x13,2 mm-es géppuska, 2x20 mm-es gépágyú, 2x60 kg vagy 1x500 kg bomba, 4x30 kg nem irányítható rakéta
A 13,2 mm-es géppuskákból kettőt a szárnyakban, egyet opcionálisan a törzsben helyeztek el.
A különböző változatok hatótávolsága 1380 km-től 3105 km-ig terjedt.(Az utóbbi póttartállyal, ami akár 10-12 órás repülési időtartamot jelent ha gazdaságos sebességgel repült.)

## Harci alkalmazása
A nyugati szövetségesek által Ben, Ray, Zeke, vagy Hap/Hamp néven ismert repülőgépek éppen ott támadtak, ahová a stratégák szerint a japánok el sem juthattak volna. Ezek a célok esetenként 1600 kilométerre voltak a legközelebbi japán támaszponttól, illetve repülőgéphordozótól. A már a japánok által is Nulla-vadásznak nevezett gép a légiharcban jobban manőverezett, s a fegyverzete is erősebb volt, mint a Curtiss P–40-esé, a Curtis-Wright CW 21-esé, a Brewster Buffalóé vagy a Hawker Hurricane I gépeké. A jól előkészített flottamanőverekkel és a bázisok telepítésével a Hikotaik (a szárazföldi légierő századai) és Kanjo Koku Sentaik (a repülőgép-hordozókon települt századok) olyan légifölényt teremtettek, amelynek birtokában a japán hadsereg több mint 37 millió km² terület felett gyakorolhatott hatalmat. Ez volt az alapja annak, hogy a szövetségesek oldalán és a japán katonai körökben is megszületett a legenda a legyőzhetetlen repülőgépről.